# Bradford (Maine)
Bradford ist eine Town im Penobscot County des Bundesstaates Maine in den Vereinigten Staaten. Im Jahr 2020 lebten dort 1184 Einwohner in 564 Haushalten auf einer Fläche von 106,66 km².

## Geografie
Nach dem United States Census Bureau hat Bradford eine Gesamtfläche von 106,66 km², die komplett aus Landfläche besteht und keine Gewässer beinhaltet.

### Geografische Lage
Bradford liegt im Südwesten des Penobscot Countys, im Norden grenzt das Piscataquis County an. Durch den Westen der Town fließt in südliche Richtung der Mohwak Stram, etwas östlich von diesem der Forbes Brook und durch den Osten ebenfalls in südliche Richtung der Dead Stream. Sie alle münden mit ihren Zuflüssen in den in östliche Richtung fließenden Pushaw Stream. Es gibt auf dem Gebiet der Town keine Seen. Die Oberfläche ist eben, ohne nennenswerte Erhebungen.

### Nachbargemeinden
Alle Entfernungen sind als Luftlinien zwischen den offiziellen Koordinaten der Orte aus der Volkszählung 2010 angegeben.
- Norden: Southeast Piscataquis, Unorganized Territory, Piscataquis County, 9,2 km
- Nordosten: LaGrange, 11,6 km
- Südosten: Alton, 11,5 km
- Süden: Hudson, 10,7 km
- Westen: Charleston, 9,9 km
- Nordwesten: Atkinson, Piscataquis County, 14,4 km

### Stadtgliederung
In Bradford gibt es mehrere Siedlungsgebiete: Bradford (Bradford Village, Bradford Corner), Bradford Center, Bradford Station, East Bradford, Huntington Mill, North Bradford, South Orneville und Stores Corner.

### Klima
Die mittlere Durchschnittstemperatur in Bradford liegt zwischen −7,8 °C (18 °F) im Januar und 20,6 °C (69 °F) im Juli. Damit ist der Ort gegenüber dem langjährigen Mittel der USA um etwa 9 Grad kühler. Die Schneefälle zwischen Oktober und Mai liegen mit bis zu zweieinhalb Metern mehr als doppelt so hoch wie die mittlere Schneehöhe in den USA; die tägliche Sonnenscheindauer liegt am unteren Rand des Wertespektrums der USA.

## Geschichte
Die Besiedlung des Gebietes von Bradford startete 1803, als sich mit James White und Robert Marshall die ersten Siedler niederließen. Zu den frühen Siedlern gehörte auch Cornelius Bradford, ein Nachfahre des Kolonialgouverneurs William Bradford.
Als Blakesburg Plantation wurde das Gebiet im Jahr 1820 organisiert und am 12. März 1831 folgte die Organisation als Town. Die ursprüngliche Bezeichnung für das Gebiet lautete Township No. 1, Fifth Range North of Waldo Patent (T1 R5 NWP).

### Einwohnerentwicklung
| Volkszählungsergebnisse – Town of Bradford, Maine | Volkszählungsergebnisse – Town of Bradford, Maine | Volkszählungsergebnisse – Town of Bradford, Maine | Volkszählungsergebnisse – Town of Bradford, Maine | Volkszählungsergebnisse – Town of Bradford, Maine | Volkszählungsergebnisse – Town of Bradford, Maine | Volkszählungsergebnisse – Town of Bradford, Maine | Volkszählungsergebnisse – Town of Bradford, Maine | Volkszählungsergebnisse – Town of Bradford, Maine | Volkszählungsergebnisse – Town of Bradford, Maine | Volkszählungsergebnisse – Town of Bradford, Maine |
| Jahr                                              | 1800                                              | 1810                                              | 1820                                              | 1830                                              | 1840                                              | 1850                                              | 1860                                              | 1870                                              | 1880                                              | 1890                                              |
| ------------------------------------------------- | ------------------------------------------------- | ------------------------------------------------- | ------------------------------------------------- | ------------------------------------------------- | ------------------------------------------------- | ------------------------------------------------- | ------------------------------------------------- | ------------------------------------------------- | ------------------------------------------------- | ------------------------------------------------- |
| Einwohner                                         |                                                   |                                                   |                                                   |                                                   | 1000                                              | 1296                                              | 1558                                              | 1487                                              | 1460                                              | 1215                                              |
| Jahr                                              | 1900                                              | 1910                                              | 1920                                              | 1930                                              | 1940                                              | 1950                                              | 1960                                              | 1970                                              | 1980                                              | 1990                                              |
| Einwohner                                         | 954                                               | 930                                               | 738                                               | 721                                               | 734                                               | 793                                               | 690                                               | 569                                               | 888                                               | 1103                                              |
| Jahr                                              | 2000                                              | 2010                                              | 2020                                              | 2030                                              | 2040                                              | 2050                                              | 2060                                              | 2070                                              | 2080                                              | 2090                                              |
| Einwohner                                         | 1186                                              | 1290                                              | 1184                                              |                                                   |                                                   |                                                   |                                                   |                                                   |                                                   |                                                   |

## Kultur und Sehenswürdigkeiten

### Bauwerke
In Bradford wurde ein Gebäude ins National Register of Historic Places aufgenommen.
- John B. Curtis Free Public Library, 1997 unter der Register-Nr. 97000310.[9]

## Wirtschaft und Infrastruktur

### Verkehr
Mehrere Maine State Routes verlaufen durch das Gebiet der Town. Durch den östlichen Teil, zunächst in nordsüdlicher Richtung, dann in westlicher, verläuft die Maine State Route 155. Durch den westlichen Teil verläuft die Main State Route 11 ebenfalls in nordsüdlicher Richtung und später in westlicher Richtung. Ihre Verlängerung in südlicher Richtung ist die Maine State Route 221.

### Öffentliche Einrichtungen
In Bradford gibt es keine medizinischen Einrichtungen oder Krankenhäuser. Nächstgelegene Einrichtungen für die Bewohner von Bradford befinden sich in Bangor.
Die John B Curtis Library liegt an der Main Road in Bradford. Das Gebäude der Bücherei wurde 1915 errichtet und 1997 ins National Register of Historic Places aufgenommen.

### Bildung
Bradford gehört mit Corinth, Hudson, Kenduskeag und Stetson zur Regional School Unit 64.
Im Schulbezirk werden folgende Schulen angeboten, alle befinden sich in Corinth:
- Central Community Elementary School, mit Schulklassen von Pre-Kindergarten bis zum 5. Schuljahr
- Central Middle School, mit Schulklassen von 6. bis zum 8. Schuljahr
- Central High School mit Schulklassen vom 9. bis zum 12. Schuljahr